# Beresford Cecil Bingham Annesley
Beresford Cecil Bingham Annesley (4. dubna 1894 – 29. června 1957) byl anglo-irský voják a 8. hrabě Annesley.

## Život
Narodil se 4. dubna 1894 jako syn Waltera Beresforda Annesleye, 7. hraběte Annesley a jeho první manželky Maud Fleming Higginson.
Dne 30. července 1921 se v Londýně poprvé oženil s Edith Constance Rawlinson, s dcerou Majora Albemarle Alexandera Rawlinsona. Roku 1941 bylo manželství rozvedeno.
Dne 7. července 1934 po smrti svého otce zdědil titul hraběte Annesley.
Ve službách 6. praporu Royal Fusiliers získal hodnost poručíka a roku 1941 ve službách Royal Air Force Volunteer Reserve dosáhl hodnosti Pilot Officer.
Dne 7. prosince 1945 se podruhé oženil a to za Josephine Mary Brandell, dceru Philipa Brandella. Zemřel bezdětný 29. června 1957.